# Giáo phận Rožňava
Giáo phận Rožňava (tiếng Slovak: Rožňavská diecéza, tiếng Latinh: Dioecesis Rosnaviensis) là một giáo phận của Giáo hội Công giáo Rôma tại Slovakia. Giáo phận Rožňava bao gồm các phần trung tâm và phía đông của Vùng Banská Bystrica và các phần phía tây của Vùng Košice. Tòa giám mục của giáo phận ở Rožňava. Giáo phận có diện tích 7.000 km 2 với 343.352 người trong đó 58% theo đạo Công giáo (2004).

## Danh sách các Giám mục của Giáo phận
| tên                | Bắt đầu                   | Kết thúc sứ vụ              | Ghi chú                                  |
| ------------------ | ------------------------- | --------------------------- | ---------------------------------------- |
| Antal Révay        | ngày 19 tháng 4 năm 1776  | 1780                        | Được bổ nhiệm làm giám mục của Nyitra    |
| Antal Andrássy     | ngày 17 tháng 12 năm 1780 | †ngày 12 tháng 11 năm 1799  |                                          |
| Ferenc Szányi      | 1801                      | †1810                       |                                          |
| László Esterházy   | 1810                      | † ngày 11 tháng 9 năm 1824. |                                          |
| Ferenc Lajcsák     | 1825                      | 1827                        | Được bổ nhiệm làm giám mục của Nagyvárad |
| János Scitovszky   | ngày 21 tháng 1 năm 1828. | ngày 18 tháng 2 năm 1839    | Được bổ nhiệm làm giám mục của Pécs      |
| Domonkos Zichy     | 1840                      | 1842                        | Được bổ nhiệm làm giám mục của Veszprém  |
| Béla Bartakovics   | 1844                      | 1850                        | Được bổ nhiệm làm giám mục của Eger      |
| István Kollárcsik  | 1850                      | † ngày 18 tháng 7 năm 1869  |                                          |
| György Schopper    | ngày 17 tháng 1 năm 1872. | †ngày 10 tháng 4 năm 1895   |                                          |
| János Ivánkovics   | 1896                      | ngày 12 tháng 10 năm 1904   |                                          |
| Lajos Balás        | ngày 17 tháng 10 năm 1905 | †18 September 1920.         |                                          |
| Jüzsef Csárszky    | 1925                      | 1925                        |                                          |
| Mihály Bubnics     | 1925                      | †ngày 22 tháng 2 năm 1945   |                                          |
| Róbert Pobožný     | ngày 25 tháng 7 năm 1949  | † ngày 9 tháng 6 năm 1972   |                                          |
| Eduard Kojnok      | ngày 14 tháng 2 năm 1990  | 27 December 2008            |                                          |
| Vladimír Filo      | ngày 27 tháng 12 năm 2008 | †ngày 18 tháng 8 năm 2015   |                                          |
| Stanislav Stolárik | ngày 21 tháng 3 năm 2015  |                             |                                          |